# Una pausa con... Brain Training del Dr. Kawashima
Una pausa con... Brain Training del Dr. Kawashima (東北大学加齢医学研究所川島隆太教授監修 ちょっと脳を鍛える大人のDSiトレーニング?, Tōhoku Daigaku Karei Igaku Kenkyūjo Kawashima Ryuta Kyōju Kanshū Chotto Nō o Kitaeru Otona no DSi Training), distribuito negli Stati Uniti d'America come Brain Age Express, è una serie di videogiochi educativi sviluppati per Nintendo DSi e distribuiti tramite Nintendo DSiWare. Basati sul videogioco Brain Training del Dr. Kawashima, i giochi sono presenti in tre edizioni: Parole e immagini, Numeri e calcoli e Sudoku.

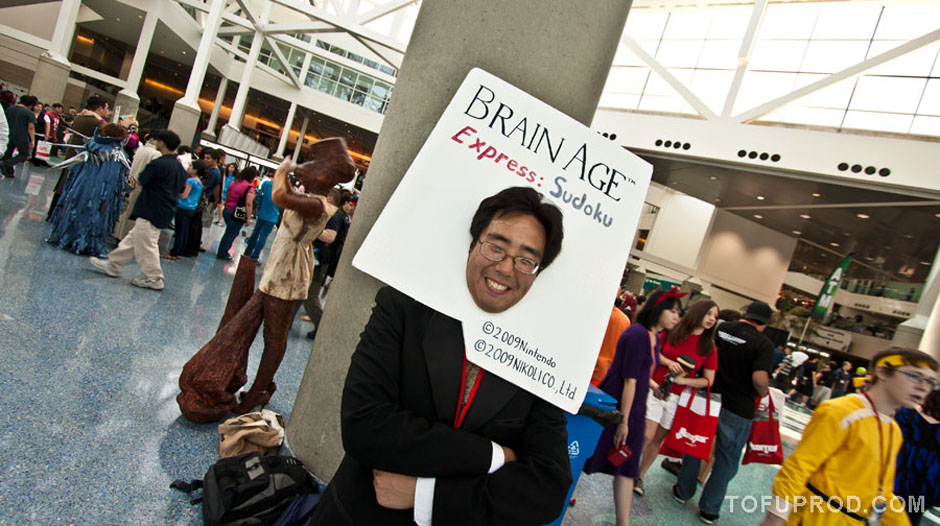
Cosplayer di Ryuta Kawashima

Originariamente pubblicati tra il 2008 e il 2009, i videogiochi sono stati successivamente distribuiti per Nintendo 3DS tramite Nintendo eShop. Nel 2015 la versione Sudoku è stata rimossa da entrambi i servizi.